# Lamipella
Lamipella är ett släkte av kräftdjur som beskrevs av Bouligand och Delamare Deboutteville 1959. Lamipella ingår i familjen Lamippidae.
Släktet innehåller bara arten Lamipella faurei.